# 政情
《政情》（英語：Political Insight）是香港Now新闻曾制作的时事节目，主要报导新闻评论、政治新闻分析等，现已播毕。

## 播出时间
《政情》逢港股交易日于21:00一節《Now新聞報道》时段内首播，之后于当日《Now深宵新聞》时段内及翌日早上《Now新聞報道》时段内重播。而香港立法會會期結束期間，《政情》会暂停播映，直至下一會期開始。惟立法会换届选举投名期期間或投票前夕亦会播出“号外”或特备节目分析选情。
《政情》常规版于2021年10月29日播出了最后一集，而《政情》特备节目《选举埋位》于同年11月1日至12日播出。随后，该节目便停播；而其社交平台“政情网上行”仍在继续更新。

## 主持人
《政情》在很长一段时间内由戴祖而和吴志赓主持，新闻部负责政治新闻的港闻组记者会担任替班主播。自2019年开始，廖康如和官琳加入主持团队。

## 轶事
Now TV母公司电讯盈科主席李澤楷在2017年股东周年大会上透露，曾向Now TV的新闻部赞扬《政情》表现不俗，更表示《政情》是他最喜欢的节目。